# マルカム1世 (スコットランド王)
マルカム1世 (英語：MalcolmⅠ、897年10月5日‐954年)はスコットランド王 (在位：943年–954年)だが、生前は「アルバ王 (Rí Alban)」を称した。ドナルド2世の息子で、コンスタンティン2世の従甥。

## 人物
943年にコンスタンティン2世が退位したことにより、アルバ王位を継承した。
945年、イングランド王エドマンド1世はノーサンブリアを征服後、現在のスコットランド南部のストラスクライド王国も征服した。その後、エドマンドはマルカムに対し、ストラスクライド王国の領有権の譲渡を条件にアルバ王国とイングランドの軍事的相互援助条約の締結を求めた。マルカムはこの提案に応じてイングランドと同盟を結び、ストラスクライドに傀儡の王を擁立して実効支配をした。
翌946年にエドマンドが死に、彼の弟エドレッドがイングランド王になった。マルカムはイングランドとの同盟を更新した。
948年にダブリン王アムライフ・クアランがゲール人を率いてイングランド北部のノーサンブリアを占領するとエドレッド王との同盟に従って、950年にノーサンブリアへ出兵した。アルバ王年代記によると、マルカムはこの遠征の際にティーズ川に至るまでイングランドを略奪し、多数の農民と牛を捕らえたという。
954年、マルカムは何者かによって殺害された。「アルスター年代記」によればフェッテレッソ、「ベルチャンの予言」によればダノター（アバディーンシャー）で、他の史料では、ミアンズ地方（キンカーディンシャー）で殺されたという。彼はアイオナ島に埋葬された。
王位は先王コンスタンティン2世の息子インダルフが継いだ。
マルカムの2人の息子であるダフとケネスも後にアルバ王位に就いた。